# 种族色情

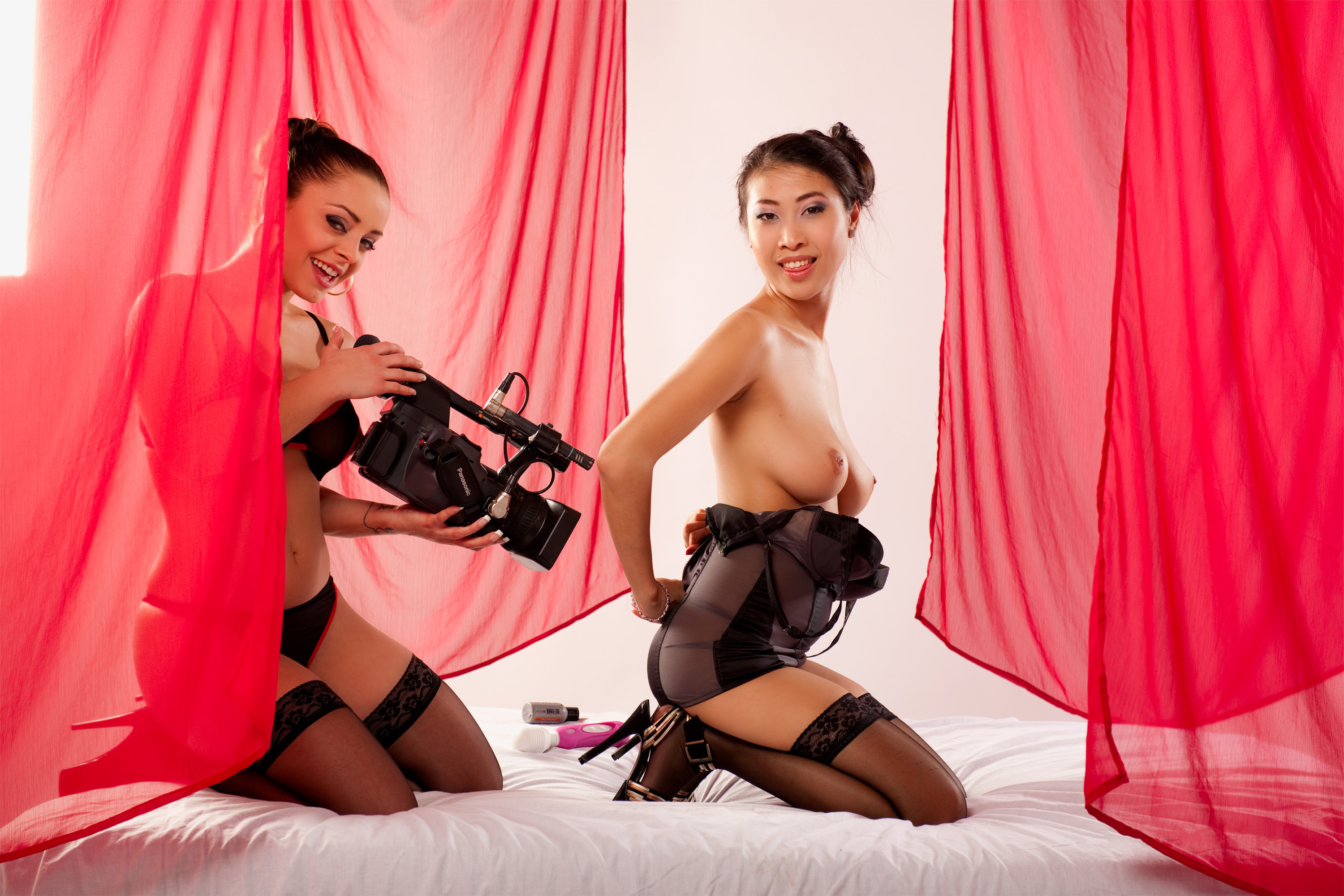
以白人女性（麗莎·黛兒·席亞拉）和越南女性（Sharon Lee）为主角的种族色情片

種族色情是一種以特定族群為主角或內容以不同族群之間的跨種族性行為為主的色情作品。
2019年《性行為檔案》中的一篇文章指出，就內容而言，种族色情片中白人男性與亞洲、拉丁裔或黑人女性性交的場景比較常見。就觀看次數而言，以白人男性與拉丁裔女性性交為主的种族色情片觀看次數最多。大約37.2%的种族色情片中有白人女性，大約55.2%的种族色情片中有白人男性。